# Popular Monster
Popular Monster —en español: Monstruo popular— es el quinto álbum de estudio de la banda estadounidense de metal Falling in Reverse. Fue lanzado el 16 de agosto de 2024 a través de Epitaph Records. Es el primer álbum que presenta al bajista Tyler Burgess y el baterista Luke Holland y el único con el guitarrista Max Georgiev. Derek Jones contribuyó a la canción principal y al sencillo principal "Popular Monster" antes de su muerte en 2020. También es el primer álbum de la banda en siete años, desde Coming Home (2017).
El álbum cuenta con las participaciones de artistas como el cantante y rapero de country Jelly Roll, el rapero Tech N9ne, el cantante de deathcore y vocalista de Slaughter to Prevail, Alex Terrible y la exluchadora de WWE y All Elite Wrestling, Saraya (Paige). Además incluye la participación de los antiguos integrantes Wes Horton y Johnny Mele, ya que se añadieron canciones las cuáles participaron estos integrantes en la grabación cuando formaban parte de la banda.
El álbum incluye las canciones que fueron lanzadas de manera individual desde 2019.

## Antecedentes y lanzamiento
Después de que Falling in Reverse lanzara Coming Home en 2017, comenzarían a lanzar varios sencillos que no eran álbumes y también enfrentaron una inestabilidad en la formación. Cambiaron de baterista antes de conformarse con Luke Holland en 2021. Christian Thompson se fue en 2018 antes de regresar en 2020, mientras que Tyler Burgess y Max Georgiev se unieron en 2018. La banda lanzó dos sencillos que no eran álbumes, titulados "Losing My Mind" y "Losing My Life" en 2018. También lanzaron "Drugs" en 2019, con el líder de Slipknot y Stone Sour, Corey Taylor.
La banda lanzó "Popular Monster" el 20 de noviembre de 2019 y se convirtió en un gran éxito, obteniendo más de 43 millones de reproducciones y convirtiéndose en el sencillo más conocido de la carrera de la banda; la banda también les conseguiría su primer sencillo certificado platino. El guitarrista rítmico Derek Jones, que ha estado en la banda desde su formación en 2008, murió el 21 de abril de 2020 por un hematoma subdural. "Popular Monster" fue su última contribución a la banda. La canción también fue el primer sencillo del álbum. También lanzaron dos sencillos remasterizados de su álbum de estudio The Drug in Me Is You (2011). "The Drug in Me Is Reimagined" se lanzó el 13 de febrero de 2020 y "I'm Not a Vampire (Revamped)" se lanzó el 12 de febrero de 2021. "Carry On" también se lanzó en 2020, usando una portada de álbum similar de su álbum Coming Home.
En 2022, lanzaron dos sencillos más, "Zombified" y "Voices in My Head", los cuales obtuvieron mucho éxito. También se difundieron rumores sobre que la canción era un intento de burlarse de Machine Gun Kelly, sin embargo, Ronnie Radke declaró que estos rumores eran falsos. La banda lanzó "Watch the World Burn" el 31 de enero de 2023, y también se convirtió en un éxito, siendo la primera vez que Falling in Reverse ingresó al Billboard Hot 100, llegando al puesto 83; la canción junto con Popular Monster, Zombified y Voices in My Head, logró vencer a Bring Me the Horizon por la mayor cantidad de sencillos n.º 1 durante los últimos tres años. "Zombified", "Voices in My Head" y "Watch the World Burn" también aparecerían más tarde en el álbum Popular Monster. Otro sencillo que aparecería en el álbum fue una versión reimaginada de "Last Resort" de Papa Roach, que se lanzó el 26 de junio de 2023. La versión reimaginada era más emotiva y una balada que la original más rockera. El vocalista de Papa Roach, Jacoby Shaddix, quedó "impresionado" y muy impresionado con la portada.
El 7 de mayo de 2024, la banda lanzó otro nuevo sencillo titulado "Ronald", en el que participaron el rapero Tech N9ne y el vocalista de Slaughter to Prevail, Alex Terrible. Junto a la canción, la banda anunció el nuevo álbum, Popular Monster, que originalmente debía lanzarse el 26 de julio de 2024, antes de retrasarse hasta el 16 de agosto de 2024. Es el primer álbum de la banda desde Coming Home de 2017. La banda también anunció el Popular Monstour II, que se llevará a cabo de agosto a diciembre de 2024, con los invitados Tech N9ne, Slaughter to Prevail, Hollywood Undead, Dance Gavin Dance y Black Veil Brides. El 6 de junio de 2024, la banda lanzó otro nuevo sencillo para el álbum, titulado "All My Life", en el que participó el cantante de country Jelly Roll; el sencillo recibió un millón de visitas en YouTube en las primeras 24 horas de su lanzamiento. El vídeo musical de la canción "Prequel" se lanzó el 16 de agosto de 2024, coincidiendo con el lanzamiento del álbum. La portada del álbum Popular Monster es la foto policial del líder Ronnie Radke cuando fue arrestado por presunta agresión doméstica en 2012.

## Crítica y recepción
Popular Monster recibió críticas mixtas y positivas de los críticos. Anne Erickson de Blabbermouth.net le dio una calificación de 8 sobre 10 diciendo: En Popular Monster, Radke y Falling in Reverse demuestran que son creadores de tendencias. Este lanzamiento no se parece a nada más en el mundo del metalcore y el post-hardcore. Su experimentación es similar a la de bandas como Bad Omens y Sleep Token en sus movimientos sin complejos para fusionar el pop y el rap con el metal. Falling in Reverse realmente tiene un sonido que es completamente suyo, y eso es un tesoro. Simon K. de Sputnikmusic le dio al álbum un 3,3 sobre 5, afirmando que "En el papel, Popular Monster se lee como un desastre incoherente y esquizofrénico, repleto de influencias superficiales de una gama ecléctica de géneros y estilos, todos cosidos al azar con un desglose derivado [...] Sin embargo, hay un elemento metafísico que adhiere a este monstruo de ideas de Frankenstein y lo hace extremadamente divertido y atractivo de escuchar". Paul Brown de Wall of Sound le dio una calificación de 6,5 sobre 10 y dijo: "Popular Monster te hará bailar mientras cuestionas el mundo que te rodea. Un álbum conceptual sobre el ascenso de un Rolling Stone glorificado". AllMusic también le dio al álbum una calificación de dos estrellas y media y destacó que el álbum continúa la "combinación habitual de metalcore, pop, rap y electrónica" de la banda.
Sin embargo, el álbum recibió algunas críticas negativas. Luke Nutail de The Soundboard comparó a Radke con Tom MacDonald, diciendo: "Lo máximo a lo que Falling in Reverse puede aspirar con Popular Monster es copiar a otro estafador también más conocido por su insufrible personalidad pública, muy por encima de cualquier otra música". Rachel Aimee de Still Listening Magazine le dio una calificación de cero, la más baja de todas, diciendo: "Es desconcertante y decentemente deprimente que una banda como Falling in Reverse todavía tenga una plataforma, y una grande además".

## Desempeño comercial
Popular Monster debutó en el puesto número 12 del Billboard 200 de Estados Unidos, vendiendo 31,000 copias en la primera semana de lanzamiento. El álbum también debutó en la cima de la lista Top Hard Rock Albums de Billboard. Considerando el revuelo en torno al lanzamiento, el disco en sí ya ha acumulado 723,000 copias equivalentes a álbumes en los Estados Unidos, con 1.96 mil millones de reproducciones a nivel mundial y más de 1 millones de copias vendidas a nivel mundial. En tan solo dos meses de su lanzamiento se convirtió en el álbum más exitoso y vendido de la banda y fue certificado oro por la RIAA en los Estados Unidos.

## Lista de canciones
| N.º | Título                                                           | Producido (s) | Duración |  |
| 1.  | «Prequel»                                                        | Radke         | 3:53     |  |
| 2.  | «Popular Monster»                                                | Radke         | 3:41     |  |
| 3.  | «All My Life» (con Jelly Roll)                                   | Radke         | 3:11     |  |
| 4.  | «Ronald» (con Alex Terrible de Slaughter to Prevail y Tech N9ne) | Radke         | 3:17     |  |
| 5.  | «Voices in My Head»                                              | Radke         | 3:17     |  |
| 6.  | «Bad Guy» (con Saraya)                                           | Radke         | 2:37     |  |
| 7.  | «Watch the World Burn»                                           | Radke         | 3:24     |  |
| 8.  | «Trigger Warning»                                                | Radke         | 2:22     |  |
| 9.  | «Zombified»                                                      | Radke         | 3:40     |  |
| 10. | «No Fear»                                                        | Radke         | 3:48     |  |
| 11. | «Last Resort (Reimagined)» (cover de Papa Roach)                 | Radke         | 4:43     |  |

## Personal
| Falling in Reverse - Ronnie Radke – Voz principal, programación, productor, guitarra adicional, teclado, compositor, escritor - Derek Jones – guitarra rítmica, coros (pista 2). - Max Georgiev – guitarra principal, coros - Luke Holland – batería, percusión (todas las pistas excepto las pistas 2 y 11) - Christian Thompson – guitarra rítmica, coros (todas las pistas excepto las pistas 2 y 11) - Tyler Burgess – bajo, coros (todas las pistas excepto las pistas 9 y 11) Músicos adicionales - Jelly Roll – voz (pista 3). - Alex Terrible – voz (pista 4). - Tech N9ne – voz (pista 4). - Saraya – voz (pista 6). - Wes Horton – bajo, coros (pista 9) - Johnny Mele – batería, percusión, coros (pista 2) | Personal adicional - Tyler Smyth – producción, programación, mezcla, masterización, cuerdas, grabación, ingeniero - Charles Massabo – producción, programación, beat instrumental, producción vocal, masterización - Cody Quistad – arreglos, guitarras, compositor - Sean Rooney – arreglos, orquesta, piano (pista 11) - Jason Richardson – guitarras, arreglos, compositor - Joey Doherty – asistente de producción - Ted Jensen – masterización - Brett Gurewitz – dirección artística |

## Posicionamiento en listas
| Lista (2024)                                | Mejor posición |
| ------------------------------------------- | -------------- |
| Alemania (Offizielle Top 100)               | 10             |
| Australia (ARIA)                            | 7              |
| Austria (Ö3 Austria)                        | 2              |
| Bélgica (Ultratop flamenca)                 | 52             |
| Bélgica (Ultratop valona)                   | 21             |
| Canadá (Billboard Canadian Albums)          | 43             |
| Escocia (Scottish Albums Chart)             | 12             |
| España (PROMUSICAE)                         | 59             |
| Estados Unidos (Billboard 200)              | 12             |
| Estados Unidos (Top Hard Rock Albums)       | 1              |
| Estados Unidos (Independent Albums)         | 1              |
| Estados Unidos (Top Rock Albums)            | 5              |
| Finlandia (Suomen Virallinen Lista)         | 28             |
| Francia (SNEP)                              | 35             |
| Francia Rock & Metal Albums (SNEP)          | 12             |
| Hungría (MAHASZ)                            | 37             |
| Nueva Zelanda (RMNZ)                        | 28             |
| Países Bajos (Album Top 100)                | 42             |
| Portugal (AFP)                              | 95             |
| Reino Unido (UK Albums Chart)               | 29             |
| Reino Unido (UK Independent Albums)         | 5              |
| Reino Unido (UK Rock & Metal Albums)        | 2              |
| Suecia Hard Rock Albums (Sverigetopplistan) | 8              |
| Suiza (Schweizer Hitparade)                 | 9              |

| Lista (2024)                            | Posición |
| --------------------------------------- | -------- |
| Estados Unidos (Top Alternative Albums) | 36       |
| Estados Unidos (Top Hard Rock Albums)   | 26       |
| Estados Unidos (Top Rock Albums)        | 45       |

## Certificaciones
| País           | Organismo certificador | Certificación | Ventas certificadas | Ref.   |
| -------------- | ---------------------- | ------------- | ------------------- | ------ |
| Australia      | ARIA                   | Oro           | 35 000              |        |
| Estados Unidos | RIAA                   | Oro           | 500 000             | [ 49 ] |

## Premios y nominaciones
| Año  | Premio                                       | Result   | Ref    |
| ---- | -------------------------------------------- | -------- | ------ |
| 2024 | Billboard Music Awards: Top Hard Rock Albums | Nominado | [ 50 ] |